# Bedekovčina
Bedekovčina è un comune della Croazia di 8 482 abitanti della regione di Krapina e dello Zagorje.